# Illa Little Cornwallis
Little Cornwallis Island és una de les illes de la Reina Isabel a les illes àrtiques canadenques a Nunavut, Canadà. Es troba a 75°30'N 96°30'W, entre l'illa Cornwallis i l'illa Bathurst a McDougall Sound, i mesura 412 km². Està deshabitada.
A Little Cornwallis Island hi havia la mina Polaris, la mina de metalls comuns més polar del món. L'any 1960 es va descobrir una gran concentració de zinc i plom a l'illa durant la cartografia dels permisos de petroli. Cominco va adquirir terrenys a la zona i una enquesta gravitatòria l'any 1970 va detectar una gran anomalia. L'any 1973, la perforació superficial i el desenvolupament subterrani havien esbossat el cos de mineral de Polaris i havien definit reserves d'uns 25 milions de tones amb aproximadament un 14% de zinc i un 4% de plom. Es va construir una instal·lació minera en una barcassa a Trois-Rivières, Quebec i es va remolcar fins a l'illa; va arribar a mitjans d'agost de 1981. La producció va començar l'any 1982. La pista de grava d'una milla de llarg va permetre que avions tan grans com el Boeing 727 i el Boeing 737 fessin servei a la mina.
La mina es va tancar l'agost de 2002 com es preveia a causa de l'esgotament del cos de mineral. De 1982 a 2002, la mina va processar 21 milions de tones de mineral amb un 3,72% de plom i un 15,81% de zinc, produint 733.800 tones de metall de plom i 2,8 milions de tones de zinc metall en concentrat. El setembre de 2004 es va completar un programa de desmantellament i recuperació de dos anys i 53 milions de dòlars.
Durant la vida operativa de la mina, hi va haver un campament propietat de l'empresa per proporcionar allotjament als miners, i la comunitat i la mina van ser ateses per Bell Canada i després per Northwestel.